# Rufus Thomas
Rufus C. Thomas, Jr. (26 de marzo de 1917 – 15 de diciembre de 2001) fue un cantante estadounidense de rhythm and blues, funk, soul y blues. Grabó para varias discográficas como Chess y Sun en los años 1950, antes de establecerse en los años 1960 y 1970 con la disquera Stax Records. Es reconocido por canciones como "Walking the Dog" (1963), "Do the Funky Chicken" (1969) y "(Do the) Push and Pull" (1970).

## Discografía

### Álbumes
| Año  | Título                                            | Referencia          |
| ---- | ------------------------------------------------- | ------------------- |
| 1963 | Walking the Dog                                   | Stax 704            |
| 1970 | Do The Funky Chicken                              | Stax STS-2028       |
| 1970 | Rufus Thomas Live Doing The Push & Pull At P.J.'s | Stax STS-2039       |
| 1972 | Did You Heard Me?                                 | Stax STS-3004       |
| 1973 | Crown Prince of Dance                             | Stax STS-3008       |
| 1977 | If There Were No More Music                       | AVI 6015            |
| 1978 | I Ain't Gettin' Older, I'm Gettin' Better         | AVI 6046            |
| 1988 | That Woman Is Poison!                             | Alligator AL 4769   |
| 1996 | Blues Thang!                                      | Castle Music 1054   |
| 1997 | Rufus Live!                                       | Ecko ECD 1013       |
| 2000 | Swing Out                                         | High Stacks HS 9982 |